# Nesocheiridium stellatum
Nesocheiridium stellatum es una especie de arácnido del orden Pseudoscorpionida de la familia Cheiridiidae.
Se encuentra en las Islas Marianas (Micronesia).